# Briec
Briec é uma comuna francesa na região administrativa da Bretanha, no departamento Finisterra. Estende-se por uma área de 67,85 km². Em 2010 a comuna tinha 5 746 habitantes (densidade: 84,7 hab./km²).